# Jacques Geûens
Jacques Geûens, né le 26 octobre 1910 à Bruges et mort en 1991 dans la même ville, est un peintre et céramiste belge, lié à l'École de Bruges.

## Biographie
Jacques Geûens naît en 1910 à Bruges.
Il est le fils de l'avocat brugeois, bâtonnier, échevin et député Maurice Geûens (1883-1967) et de Marthe Masoin (1885-1914). Il épouse Marguerite Aers (Bruges, 1918 - Saint-Gilles 2007), artiste peintre qui a également été formée à l'Académie de Bruges. Elle a notamment peint des paysages impressionnistes, des figures féminines, des natures mortes et des paysages urbains.
Après avoir suivi des cours à l'Académie des Beaux-Arts de Bruges, il est formé à l'Académie royale des beaux-arts de Bruxelles et au Nationaal Hoger Instituut voor Schone Kunsten (Institut supérieur national des beaux-arts) d'Anvers.
Il peint principalement des paysages, des figures et des natures mortes (de fleurs) dans un style postimpressionniste et, plus tard, dans un langage de formes plus expressif.
Dans les années 1960, il rejoint le mouvement « la Maîtrise de Nimy » qui produit des céramiques d'art. En 1966, il reçoit la médaille d'or du Salon d'art libre de Paris pour une céramique de la Maîtrise de Nimy.
Jacques Geûens meurt en 1991 dans sa ville natale.